# Said Baaklini
Said Baaklini este un controversat om de afaceri libanez din România.
A obținut cetățenia română în aprilie 1998.
A deținut la un moment dat monopolul asupra importului de sardine din România, fiind supranumit „regele sardinelor”.
A deținut două firme care, conform cercetărilor poliției, la sfârșitul anului 1998 au pagubit Banca Agricolă cu peste 2,5 milioane de dolari.
În anul 2008 a fost implicat în „tunul” de la Institutul Național al Lemnului (INL).
Said Baaklini a achitat voluntar datoria de 3,5 milioane de euro a INL la bugetul statului, fără a avea vreo înțelegere cu institutul, după care a cerut executarea institutului, ale cărui terenuri valorau de 15 ori mai mult.
În anul 2011 a încercat să obțină o returnare ilegală de TVA de aproape 60 de milioane de euro pentru exportul unor utilaje cumpărate de la UCM Reșița.
În dosar au fost arestați preventiv Baaklini și directorii din cadrul UCM Reșița Adrian Preda și Adrian Chebuțiu, precum și directorul din cadrul Administrației Porturilor Maritime Constanța, Eugen Bogatu.
Totodată, în dosar este vizat și senatorul PDL Mircea Banias.
Said Baaklini era la un moment dat prieten bun cu Mihai Văcăroiu, fiul fostului prim ministru Nicolae Văcăroiu.
Baaklini se număra printre membrii fondatori ai Eco Snagov, alături de Ion Țiriac, Ionuț Costea, Viorel Cataramă, Aleodor Frâncu, Nelu Ungureanu, Gheorghe Olărescu și Mariana Biriș.
Fundația a fost înființată în 2002, urmând ca aceasta să contribuie la protecția mediului și îmbunătățirea climatului în zona Snagov.
La sfarsitul anului 2015 a fost condamnat definitiv la 4 ani și 6 luni închisoare în dosarul UCM Reșița. 